# Línea C31 (autobuses urbanos de Granada)
La línea C31  es una línea regular de autobús urbano de la ciudad española de Granada. Es operada por la empresa Alhambra Bus, filial de Transportes Rober.
Es una línea circular que recorre el barrio del Albaicín. Tiene una frecuencia media de 8 a 12 minutos.

## Recorrido
La línea tiene por objetivo servir al barrio del Albaicín. Realiza un recorrido de ida y vuelta a través de la Gran Vía, para llegar a la carretera de Murcia por la avenida del Hospicio y la calle Rela de Cartuja. Después va por la calle Pagés hasta la plaza del Salvador por donde ya va hacia el centro por las calles Callejón de las Tomasas, Camino Nuevo de San Nicolás, Carril de la Lona y Cuesta Alhacaba para llegar a la Plaza del Triunfo por donde se va por la Acera de San Idelfonso e ir hasta la Gran Via , donde se puede trasbordar al resto de líneas que utilizan este eje. No existe el recorrido en sentido contrario, por circular por calles de sentido único excepto por la Gran Vía
La línea fue implantada a mediados de los años 90 al incorporarse al transporte de la ciudad la filial Alhambra Bus, ya que los autobuses de Transportes Rober son demasiado largos para circular por las estrechas calles del Albaicín
Anteriormente, la línea bajaba por Profesor Emilio Orozco para meterse a la Gran Vía, como lo hacían las líneas 32 y 34.
Con la división de la 34 en la 34(Alhambra-Bco. Abogado) y la 35(Albaicín-Sacromonte), se cambió su recorrido por Acera de san Ildefonso y Hospital Real, dejando que la 32 pasara por Emilio Orozco solamente.
Antes, el 31 hacía un recorrido totalmente circular por la que iba desde Plaza Nueva por la Carrera del Darro y el Paseo de los Tristes y la cuesta del Chapiz para llegar a la plaza del Salvador y seguir el camino de ahora por el callejón de las Tomasas pero la peatonalización de la carrera del Darro hizo que tuviera que cambiar el recorrido.